# Roberta (Roberta Flack)
Roberta è un album in studio della cantante statunitense Roberta Flack, pubblicato nel 1994. Si tratta di un album di cover.

## Tracce
1. Let's Stay Together (Al Green, Al Jackson Jr., Willie Mitchell) - 4:55
2. Sweet Georgia Brown (Ben Bernie, Kenneth Casey, Maceo Pinkard; testo add.: Jerry Barnes, Katreese Barnes, Roberta Flack) - 5:14
3. The Thrill Is Gone (Rick Darnell, Roy Hawkins) - 5:14
4. It Might Be You (Alan Bergman, Marilyn Bergman, Dave Grusin) - 10:03
5. In a Sentimental Mood (Duke Ellington, Irving Mills, Manny Kurtz) - 3:08
6. Looking for Another Pure Love (Stevie Wonder) - 4:50
7. I Don't Care Who Knows (Baby I'm Yours) (Buddy Johnson, Ella Johnson) - 4:05
8. Prelude to a Kiss [Intro] - 0:43
9. Prelude to a Kiss (Ellington, Mills, Benny Golson, Irving Gordon; Intro Gabrielle Goodman) - 4:27
10. Angel Eyes (Earl K. Brent, Matt Dennis) - 6:35
11. Tenderly (Walter Gross, Jack Lawrence) - 3:48
12. A Cottage for Sale (Larry Conley, Willard Robison) - 4:37
13. Isn't It Romantic? (Richard Rodgers, Lorenz Hart) - 3:42
14. My Romance (Rodgers, Hart) - 5:39
15. You'll Never Know ('Til You Let Go) (Jerry Barnes, Katreese Barnes, Roberta Flack, Barry Miles) - 5:20